# Romankove, Iampil
Romankove (în ucraineană Романькове) este un sat în comuna Doroșivka din raionul Iampil, regiunea Sumî, Ucraina.

## Demografie
Componența lingvistică a localității Romankove
     Ucraineană (100%)
Conform recensământului din 2001, toată populația localității Romankove era vorbitoare de ucraineană (100%).